# Dumarsais Estimé
Léon Dumarsais Estimé (Verettes, 21 de abril de 1900 – Nova Iorque, 20 de julho de 1953) foi presidente do Haiti.